# هومبيرتو فيرو
هومبيرتو فيرو هو كاتب وشاعر إكوادوري، ولد في 1890 في كيتو في الإكوادور، وتوفي في 24 أغسطس 1929.